# Tipična vrsta
Tipična vrsta (lat. species typica) u zoološkoj nomenklaturi je vrsta čije se ime smatra taksonomski trajno povezanim s rodom ili podrodom, odnosno vrsta koja sadrži tipični biološki primjerak/(e) pripadajuće vrste. Sličan koncept upotrebljava se za nadrodovske rangove zvane tipični rod.
U botaničkoj nomenklaturi, ovi termini nemaju formalni status po kodesnoj nomenklaturi, ali se ponekad posuđuju iz zoološke nomenklature. U botanici, tipični rod je uzorak – primjerak (ili, rijetko, ilustracija), koji je ujedno i tipična vrsta. Vrsta koja ima taj tip može se nazvati tipičnim rodom. Rangovi roda i porodice, koji su različite podgrupe ovih rangova, a i neka imena višeg ranga na osnovu imena roda, imaju takve tipove.
U bakteriologiji, za svaki rod označena je tipična vrsta.
Svaki imenovani rod ili podrod u zoologiji, bez obzira da li je ili ne danas priznat kao važeće ime, teorijski je povezan s tipičnom vrstom. U praksi, međutim, postoji zaostatak netipiziranih imena definiranih u starijim publikacijama, kada nije bilo potrebno da se navodi tip.

## Zoologija
Tipična vrsta je koncept i praktični sustav koji se koristi u klasifikaciji i nomenklaturi (imenovanju) životinja. Vrijednost "tipične vrste" leži u činjenici da je njeno ime "korijen" posebnog naziva roda. Kad god se takson koji sadrži više vrsta mora podijeliti u više od jednog roda, tipična vrsta automatski se dodjeljuje imenu originalnog taksona jednog od novih taksona, i to onom koji uključuje tipičnu vrstu.
Termin "tipična vrsta" reguliran je u zoološkoj nomenklaturi u članu 42.3 Međunarodnog kodeksa zoološke nomenklature, koji defininira tipičnu vrstu kao imenujući tip naziva roda ili podroda (imenujući naziv grupe, "tipična vrsta)
Tipična vrsta vezana je trajno za rod svojim formalnim imenom (generičko ime) davanjem samo jedne vrste unutar tog roda, za koji je trajno povezana (tj. rod mora uključivati vrstu ako nosi njeno ime). Naziv vrste zauzvrat je teorijski fiksan za tipični uzorak/primjerak.
Naprimjer, tipična vrste za puža roda Monacha je Monacha cartusiana. Taj rod sada se nalazi u porodici Hygromiidae. Tipični rod za nju je Hygromia.
Koncept tipične vrste u zoologiju uveo je Pierre André Latreille.

## Citiranje
U Međunarodnom kodeksu zoološke nomenklature navodi se da se obavezno mora citirati originalna (dvoimena) tipična vrsta. Član 67.1. Astacus marinus Fabricius, 1775 kasnije je bio označen kao tipična vrsta roda Homarus, koji joj je dao ime Homarus marinus (Fabricius, 1775). Međutim, tipična vrsta Homarus mora uvijek biti citirana upotrebom izvornog imena, tj. Astacus marinus Fabricius, 1775.

## Poveznice
- tipični rod
- Holotip
- Paratip
- Tip